# Čing, hrdý orel Tádžikistánu
Čing, hrdý orel Tádžikistánu je dobrodružný román pro mládež od českého spisovatele Josefa Kováře. První vydání z roku 1944 vyšlo pod názvem Čing-ptačí král. Kniha pak byla roku 1959 a pak opět roku 1962 přepracována a vydávána pod názvem Čing, hrdý orel Tádžikistánu. Tato přepracování v duchu tehdejší komunistické ideologie však románu spíše ublížila. Je zde však poměrně dobře popsán život asijských pasteveckých kmenů. Všechna vydání vyšla s ilustracemi Zdeňka Buriana.

## Obsah románu
Hlavním postavou románu je pastýř ovcí a koní Tádžik, který žije ve vesnici pod Pamírem. Vesnická stáda jsou napadána vlky a rysy, ale daleko horší jsou divocí horští lupiči basmači, kteří v noci kradou vesnické koně a odvádějí je do svého horského hradu. Při bojích s nimi a při a pátrání po jejich vůdci Šajtanovi dochází k mnoha dobrodružným příhodám s dobrým i špatným koncem. 
Mezi pastýři žije také mnoho sokolníků, kteří cvičí nejen lovecké sokoly, ale také orly. Patří mezi ně i Tádžik, který vybírá z hnízd mladé orly a cvičí je. Jedním z nich je i orel Čing, se kterým během loveckých výprav do hor zažije mnohá dobrodružství.
V té době začínají do Tádžikistánu pronikat myšlenky Velké říjnové socialistické revoluce, které se snaží potlačit kontrarevoluční bandy, placené britskými imperialisty a tureckými i afghánskými boháči. S pomoci Arifa, syna dělníka z Afghánistánu, a dalších dělnických revolucionářů se podaří tyto bandy i hordy basmačů ze země vypudit. Tak zvítězila Říjnová revoluce i v Tádžikistánu.
Sokolnická tradice je ovšem mezi Tádžiky uchována i v době budování socialismu. Pořádají se i orlí závody, ve kterých vítězí nejsilnější orel pod Pamírem, slavný Čing.